# 汎函数

弧長汎函数はその定義域として長さ有限な曲線のベクトル空間（の部分空間）を持ち、実数のスカラーを出力する。これは非線形汎函数の一例である。

リーマン積分はからのリーマン可積分な関数のベクトル空間上の線型汎函数である。

数学の特に函数解析や変分法における汎函数（はんかんすう、英: functional）は、ベクトル空間からその係数体あるいは実数値函数の空間への写像のことを指して言う。言い換えると、ベクトルを入力引数とし、スカラーを返す函数である。よくある状況として、考えるベクトル空間が函数の空間のときには函数を入力の引数としてとるので、汎函数のことを「函数の函数」と考えることもある。変分法において汎函数の使用は、ある種の汎函数を最小化する函数を求めることから始まった。物理学への特別に重要な応用として、エネルギー汎函数を最小とする系の状態を探すことがある。

## 例と導入

### 双対性
函数 {\displaystyle f(x_{0})}が与えられているとき、これを {\displaystyle f} を止めて{\displaystyle x_{0}} を {\displaystyle f} の引数と見た写像
{\displaystyle x_{0}\mapsto f(x_{0})}
と理解することができるが、それと同時に {\displaystyle x_{0}} を止めて {\displaystyle f} が動くものと見た
{\displaystyle f\mapsto f(x_{0})}
は汎函数である。このとき {\displaystyle x_{0}} はパラメータと理解することができる。
{\displaystyle f} が線型空間からその係数体への線型写像ならば、上に挙げた二つの写像は互いに双対な線型写像となるので、函数解析においてはいずれも線型汎函数と呼ぶ。

### 定積分
定積分は汎函数の特殊なクラスを与える。例えば
{\displaystyle f\mapsto I[f]=\int _{\Omega }H(f(x),f'(x),\ldots )\;\mu (dx)}
の形の定積分は、H が実数値のとき、函数 f をある実数（積分値）へ写すので汎函数になっている。定積分が与える汎函数の例として
- 正値函数 f のグラフの下の部分の面積: {\displaystyle f\mapsto \int _{x_{0}}^{x_{1}}f(x)\;dx}
- 函数のLp ノルム: {\displaystyle f\mapsto \left(\int |f|^{p}\;dx\right)^{1/p}}
- 2-次元ユークリッド空間内の曲線の弧の長さ: {\displaystyle f\mapsto \int _{x_{0}}^{x_{1}}{\sqrt {1+|f'(x)|^{2}}}\;dx}

などを挙げることができる。

### ベクトルのスカラー積
ベクトル空間 {\displaystyle X} の任意のベクトル {\displaystyle {\vec {x}}} に対し、他のベクトル {\displaystyle {\vec {y}}} とのスカラー積（{\displaystyle {\vec {x}}\cdot {\vec {y}}} もしくは {\displaystyle \langle {\vec {x}},{\vec {y}}\rangle } と書く）はスカラーとなる。この積がゼロであるようなベクトルの集合は、{\displaystyle X} の部分空間となり、{\displaystyle X} のヌル空間とか核とかと呼ばれる。

### 局所性と非局所性
汎函数の値が与えられたの曲線の小さな部分に対して計算可能で、足し合わせてトータルの値を見いだせる場合には、函数は局所的と呼ばれる。そうでない場合は、非局所的と呼ばれる。例えば、
{\displaystyle F(y)=\int _{x_{0}}^{x_{1}}y(x)\;\mathrm {d} x}
は局所的であることに対し、
{\displaystyle F(y)={\frac {\displaystyle \int _{x_{0}}^{x_{1}}y(x)\;\mathrm {d} x}{\displaystyle \int _{x_{0}}^{x_{1}}(1+[y(x)]^{2})\;\mathrm {d} x}}}
は、非局所的である。質量中心の計算のような、積分が式の分子と分母で別れる場合には、一般にこのようなことが発生する。

## 汎函数の微分と積分
汎函数微分はラグランジュ力学で使われる。汎函数の微分は、函数が小さな量だけ変化するとき、どのように汎函数が変化するかという情報である。変分法を参照。
リチャード・ファインマンは、量子力学の経路積分の定式化の中で中心的なアイデアとして汎函数積分を使った。この使い方は、ある函数空間を渡る積分という意味を持っている。